# Campionato europeo maschile di pallavolo
Il campionato europeo maschile di pallavolo è una competizione pallavolistica per squadre nazionali europee maschili, organizzata con cadenza biennale dalla CEV.

## Edizioni
| Edizione      | Edizione                                   | Podio | Podio          | Podio               |
| Anno          | Organizzatore                              | Campione | Seconda        | Terza               |
| ------------- | ------------------------------------------ | --- | -------------- | ------------------- |
| 1948 Dettagli | Italia                                     | Cecoslovacchia | Francia        | Italia              |
| 1950 Dettagli | Bulgaria                                   | [[File: Flag of the Soviet Union (1936 – 1955).svg\|class=noviewer\| Unione Sovietica (bandiera)\|border\|40x40px]] [[Nazionale maschile di pallavolo dell' Unione Sovietica\| Unione Sovietica]] | Cecoslovacchia | Ungheria            |
| 1951 Dettagli | Francia                                    | [[File: Flag of the Soviet Union (1936 – 1955).svg\|class=noviewer\| Unione Sovietica (bandiera)\|border\|40x40px]] [[Nazionale maschile di pallavolo dell' Unione Sovietica\| Unione Sovietica]] | Bulgaria       | Francia             |
| 1955 Dettagli | Romania                                    | Cecoslovacchia | Romania        | Bulgaria            |
| 1958 Dettagli | Cecoslovacchia                             | Cecoslovacchia | Romania        | Unione Sovietica    |
| 1963 Dettagli | Romania                                    | Romania | Ungheria       | Unione Sovietica    |
| 1967 Dettagli | Turchia                                    | Unione Sovietica | Cecoslovacchia | Polonia             |
| 1971 Dettagli | Italia                                     | Unione Sovietica | Cecoslovacchia | Romania             |
| 1975 Dettagli | Jugoslavia                                 | Unione Sovietica | Polonia        | Jugoslavia          |
| 1977 Dettagli | Finlandia                                  | Unione Sovietica | Polonia        | Romania             |
| 1979 Dettagli | Francia                                    | Unione Sovietica | Polonia        | Jugoslavia          |
| 1981 Dettagli | Bulgaria                                   | Unione Sovietica | Polonia        | Bulgaria            |
| 1983 Dettagli | Germania Est                               | Unione Sovietica | Polonia        | Bulgaria            |
| 1985 Dettagli | Paesi Bassi                                | Unione Sovietica | Cecoslovacchia | Francia             |
| 1987 Dettagli | Belgio                                     | Unione Sovietica | Francia        | Grecia              |
| 1989 Dettagli | Svezia                                     | Italia | Svezia         | Paesi Bassi         |
| 1991 Dettagli | Germania                                   | Unione Sovietica | Italia         | Paesi Bassi         |
| 1993 Dettagli | Finlandia                                  | Italia | Paesi Bassi    | Russia              |
| 1995 Dettagli | Grecia                                     | Italia | Paesi Bassi    | Jugoslavia          |
| 1997 Dettagli | Paesi Bassi                                | Paesi Bassi | Jugoslavia     | Italia              |
| 1999 Dettagli | Austria                                    | Italia | Russia         | Jugoslavia          |
| 2001 Dettagli | Rep. Ceca                                  | Jugoslavia | Italia         | Russia              |
| 2003 Dettagli | Germania                                   | Italia | Francia        | Russia              |
| 2005 Dettagli | Serbia e Montenegro Italia                 | Italia | Russia         | Serbia e Montenegro |
| 2007 Dettagli | Russia                                     | Spagna | Russia         | Serbia              |
| 2009 Dettagli | Turchia                                    | Polonia | Francia        | Bulgaria            |
| 2011 Dettagli | Austria Rep. Ceca                          | Serbia | Italia         | Polonia             |
| 2013 Dettagli | Polonia Danimarca                          | Russia | Italia         | Serbia              |
| 2015 Dettagli | Bulgaria Italia                            | Francia | Slovenia       | Italia              |
| 2017 Dettagli | Polonia                                    | Russia | Germania       | Serbia              |
| 2019 Dettagli | Francia Slovenia Belgio Paesi Bassi        | Serbia | Slovenia       | Polonia             |
| 2021 Dettagli | Rep. Ceca Finlandia Estonia Polonia        | Italia | Slovenia       | Polonia             |
| 2023 Dettagli | Italia Bulgaria Israele Macedonia del Nord | Polonia | Italia         | Slovenia            |
| 2026 Dettagli | Italia Bulgaria Finlandia Romania          | |                |                     |

## Medagliere
| Pos. | Squadra          | 1º posto | 2º posto | 3º posto | Totale |
| ---- | ---------------- | -------- | -------- | -------- | ------ |
| 1    | Unione Sovietica | 12       | 0        | 2        | 14     |
| 2    | Italia           | 7        | 5        | 3        | 15     |
| 3    | Cecoslovacchia   | 3        | 4        | 0        | 7      |
| 4    | Serbia           | 3        | 1        | 6        | 10     |
| 5    | Polonia          | 2        | 5        | 4        | 11     |
| 6    | Russia           | 2        | 3        | 3        | 8      |
| 7    | Francia          | 1        | 4        | 2        | 7      |
| 8    | Paesi Bassi      | 1        | 2        | 2        | 5      |
| 8    | Romania          | 1        | 2        | 2        | 5      |
| 10   | Spagna           | 1        | 0        | 0        | 1      |
| 11   | Slovenia         | 0        | 3        | 1        | 4      |
| 12   | Bulgaria         | 0        | 1        | 4        | 5      |
| 13   | Ungheria         | 0        | 1        | 1        | 2      |
| 14   | Germania         | 0        | 1        | 0        | 1      |
| 14   | Svezia           | 0        | 1        | 0        | 1      |
| 16   | Jugoslavia       | 0        | 0        | 2        | 2      |
| 17   | Grecia           | 0        | 0        | 1        | 1      |